# هایدسهایم ام رهاین
هایدسهایم ام رهاین (به آلمانی: Heidesheim am Rhein) یک شهر در آلمان است که در Heidesheim am Rhein واقع شده‌است. هایدسهایم ام رهاین  ۷٬۱۹۵ نفر جمعیت دارد.

## خواهرخوانده
شهر اکسن خواهرخواندهٔ هایدسهایم ام رهاین هست.